# ゴヴィンド・サカラム・サーディサイ
ゴヴィンド・サカラム・サーディサイ (Govind Sakharam Sardesai、1865年5月17日 – 1959年11月29日), 通称リアサトカー・サーディサイは、インドのマハーラーシュトラ州出身の歴史家である。